# Killer Be Killed
Killer Be Killed es un supergrupo estadounidense de heavy metal surgido en 2011 y formado por Greg Puciato (The Dillinger Escape Plan), Max Cavalera (Soulfly/Cavalera Conspiracy/ex-Sepultura/Nailbomb), Benjamin Koller(ex-converge/mutoid man) y Troy Sanders (Mastodon), el estilo de la banda combina thrash metal, hardcore punk y metal alternativo. Tras firmar con el sello Nuclear Blast anuncian la salida de su primer disco homónimo para el 13 de mayo de 2014.
Su disco debut fue producido y mezclado por Josh Wilbur (Lamb of God, Gojira, Steve Earle) en los Fortess Studios de Los Angeles.
En la primera semana de lanzado su álbum homónimo, la banda logra una venta de alrededor de 5.500 copias en Estados Unidos, logrando así posicionarse en el puesto N°58 de la lista Billboard 200.

## Miembros
- Greg Puciato- guitarra y voz
- Troy Sanders- bajo y voz
- Max Cavalera- guitarra y voz
- Ben Koller  - batería

## Discografía
- Killer Be Killed (Nuclear Blast) - 2014
- Reluctant Hero (Nuclear Blast) - 2020